# Darlington Nagbe
Darlington J. Nagbe (* 19. Juli 1990 in Monrovia, Liberia) ist ein liberianisch-US-amerikanischer Fußballspieler auf der Position eines Mittelfeldspielers und Stürmers. Seit November 2019 steht er im Kader des Major-League-Soccer-Franchises Columbus Crew. Seit September 2015 ist er auch US-amerikanischer Staatsangehöriger und wurde bald darauf von Jürgen Klinsmann in die US-amerikanische Fußballnationalmannschaft, für die er im November 2015 debütierte, einberufen. Mit vier gewonnenen Meisterschaften in der MLS ist er dort zur Zeit der erfolgreichste aktive Spieler.

## Karriere

### Kindheit, Jugend und Karrierebeginn in den USA
Darlington Nagbe wurde am 19. Juli 1990 als Sohn von Somah und dem damaligen Profifußballspieler Joe Nagbe, der gerade den Sprung in den europäischen Fußball geschafft hatte, in der liberianischen Hauptstadt Monrovia geboren. Als er fünf Monate alt war, floh seine Mutter mit ihm und seinem Bruder Joe junior aufgrund des liberianischen Bürgerkrieges aus dem eigenen Land und schloss sich daraufhin dem in Europa als Fußballprofi aktiven Vater an. Dieser war gerade über Stade Vallauris und AS Monaco zum damaligen französischen Zweitligisten SAS Épinal gekommen und nahm seine Familie, die noch um ein weiteres Kind, die spätere College-Basketballerin Martha Nagbe, erweitert wurde, auch zu seinen weiteren Stationen in Frankreich, der Schweiz und Griechenland mit. Noch ehe der Vater seine Karriere in den Vereinigten Arabischen Emiraten und Indonesien ausklingen ließ, wanderte die Mutter samt Darlington und den mittlerweile drei Geschwistern, Schwester Seta kam im Jahre 2000 auf die Welt, in die Vereinigten Staaten aus und ließ sich um Cleveland im US-Bundesstaat Ohio nieder.
Aufgewachsen in Lakewood, Ohio, besuchte er unter anderem die dortige Lakewood High School, gefolgt von der St. Edward High School, die er nach seinem Sophomore-Jahr besuchte und im Jahre 2008 abschloss. Vom damaligen RISE Magazine wurde er daraufhin auf den 21. Platz der besten Anwerber der Vereinigten Staaten gewählt, nachdem er es in seinem Senior-Jahr an der High School zu 18 Toren und zehn Assists gebracht hatte. Während dieser Zeit war er unter anderem auch Mitglied des Region-II-ODP-Teams, sowie des Ohio-North-ODP-Teams und erhielt im Jahre 2007 die Auszeichnung zum adidas ESP All-Star. Des Weiteren gehörte er ab 2007, während der spielfreien Zeit an der High School und gleich darauf der Universität, dem USL-PDL-Team Cleveland Internationals an. Mit der Mannschaft wurde er, bis zu deren Auflösung im Jahre 2010, vier Mal in Folge Staatsmeister von Ohio, obwohl er es selbst nur zu verhältnismäßig wenigen Einsätzen in der nordamerikanischen Viertklassigkeit gebracht hatte. So erzielte er in seinem ersten Jahr zwei Treffer in acht Meisterschaftsspielen und war im darauffolgenden Jahr lediglich in einer einzigen Partie im Einsatz, in der er jedoch torlos blieb. Offensivstark zeigte er sich daraufhin im Jahre 2009, als er in fünf Ligaspielen ebenso viele Treffer beisteuerte, gefolgt von vier für ihn persönlich torlose Spiele im Jahr 2010.

### Offensivtalent an der University of Akron
Nachdem er 2008 an die University of Akron gewechselt war, wurde er in seinem Freshman-Jahr in allen 23 Meisterschaftspartien der Akron Zips eingesetzt, wovon er in 14 Partien von Beginn an am Rasen stand und es insgesamt auf zwei Tore, sowie drei Torvorlagen brachte. Zum Abschluss des Spieljahres erhielt er Soccer-America-All-Freshman-First-Team-Ehrungen, war All-MAC-Newcomer-of-the-Year, sowie im All-MAC-First-Team. Vorwiegend als Mittelfeldspieler eingesetzt, kam er auch auf anderen Positionen, darunter als Ersatz von Steve Zakuani als Flügelspieler oder als Stürmer zum Einsatz. Mit der Mannschaft schied er während der laufenden Saison noch in den Regional Semifinals gegen das Team der Northwestern aus. Das Spieljahr 2009 verlief für den gebürtigen Liberianer bereits wesentlich erfolgreicher. So kam er mit der Mannschaft nach 22 Siegen aus ebenso vielen Meisterschaftsspielen problemlos in die Finalrunde, dem College Cup. Nach einem knappen Sieg in der Verlängerung über das Team der North Carolina unterlagen die Zips im Finale der Mannschaft der University of Virginia nach einem 0:0-Remis in der regulären Spielzeit mit 2:3 in der Verlängerung. Nagbe startete dabei in allen 25 Partien und kam bis zum Saisonende auf eine Bilanz von zehn Treffern und drei Assists, was ihn zum zweitbesten Torschützen und Scorer hinter Teal Bunbury machte. Daneben gab er hinter Bunbury auch noch die zweitmeisten Schüsse auf das gegnerische Tor ab und erzielte gleich viele Siegestreffer wie der spätere Internationale. Zu seinen Auszeichnungen zum Ende des Spieljahrs gehörten unter anderem die Wahlen ins NSCAA-All-America-Second-Team, ins Soccer-America-MVP-Second-Team, ins Top-Drawer-Soccer-Team-of-the-Season-Second-Team, ins All-Great-Lakes-Region-First-Team, ins All-MAC-First-Team oder diverse Wahlen zum Spieler der Woche.
Einen noch größeren Durchbruch feierte die Offensivkraft im darauffolgenden Spieljahr 2010, als die Akron Zips nach einem 1:0-Finalsieg über die Louisville Cardinals der University of Louisville im College Cup als Meister der NCAA Division I Men’s Soccer Championship hervorgingen. Über die gesamte Saison hinweg startete Nagbe wieder in allen 25 Meisterschaftspartien, wobei er selbst sieben Tore erzielte und weitere 13 für seine Teamkollegen vorbereitete. Dabei rangierte er am Ende mit 59 Punkten in der mannschaftsinternen Scorerliste hinter Michael Nanchoff (61 Punkte) und dem überragenden Darren Mattocks (93 Punkte) auf dem dritten Platz, konnte sich aber bei den Assists vor dem späteren thailändischen Nationalspieler Anthony Ampaipitakwong (11 Vorlagen) auf dem ersten Platz durchsetzen. Seine Leistung für das Team wurde zum Ende des Spieljahres mit diversen großen Auszeichnungen belohnt. Nachdem er noch vor der Saison zum College-Soccer-News-Preaseason-All-American gewählt worden war, erhielt er nach absolvierter Meisterschaft die vom Missouri Athletic Club vergebene Hermann Trophy, die alljährlich an den besten weiblichen und männlichen College-Fußballer vergeben wird. Weitere Ehrungen waren in diesem Junior-Jahr die Wahlen ins NSCAA All-America First Team, ins All-MAC-First-Team, ins College-Cup-All-Tournament-Team, sowie zum MAC-Player-of-the-Year. Daneben wurde er für seine Leistungen am 7. September 2010 zum NSCAA-National-Player-of-the-Week, sowie zum MAC-Player-of-the-Week gewählt.

### Wechsel zu den Portland Timbers
Als Generation-Adidas-Spieler war Nagbe beim MLS SuperDraft 2011 der erste offizielle Pick des neugegründeten und erstmals am Spielbetrieb der Major League Soccer teilnehmenden Franchises Portland Timbers. Die Timbers wählten ihn als zweiten Pick in der ersten Runde hinter dem US-amerikanisch-mexikanischen Nachwuchsnationalspieler Omar Salgado, der als erster Pick zu den Vancouver Whitecaps transferierte, in die Mannschaft. Der damals noch mit P-1-Visum agierende Spieler fiel jedoch in den ersten Wochen des Spieljahres 2011 verletzungsbedingt aus und kam erst Anfang April 2011 zu seinem Debüt in der höchsten Fußballliga Nordamerikas. Dabei wurde er am 2. April 2011 beim 1:1-Remis gegen New England Revolution, dem ersten erreichten Punkt in der noch frühen MLS-Geschichte des Franchises, ab der 66. Spielminute für Jeremy Hall eingewechselt. Seinen ersten Treffer erzielte Nagbe, der zu diesem Zeitpunkt noch eine Sporthernie vollständig auskurierte, exakt drei Monate später, am 2. Juli 2011, bei einer 1:2-Niederlage gegen Sporting Kansas City. Das Tor, bei dem er eine Faustabwehr von Jimmy Nielsen volley annahm, den Ball zwei Mal hochhielt, ehe er am Rand des Strafraumes stehend volley in die linke obere Ecke traf, wurde am Ende Spieljahres sogar zum Tor des Jahres (MLS Goal of the Year Award) gewählt. Bis zum Ende der Saison hatte es der gebürtige Liberianer auf 28 Meisterschaftseinsätze, in denen er zwei Tore erzielte und weitere drei für seine Teamkameraden vorlegte, gebracht. Sein erstes Pflichtspieltor wurde am Ende unter anderem als Timbers’ Play of the Year ausgezeichnet. Neben seinen Profieinsätze kam Nagbe auch zu vier Meisterschaftsspielen für die Reservemannschaft mit Spielbetrieb in der damaligen MLS Reserve League, in der er in vier Spielen zum Einsatz kam und zwei Treffer, sowie einen Assist beisteuerte.

### Stammspieler nach Tor des Jahres
Nachdem er im vorhergegangenen Spieljahr das Tor des Jahres erzielt hatte, wurde er auch 2012 weiterhin als Stammspieler im Offensivbereich eingesetzt. So spielte er in 31 seiner 33 Meisterschaftseinsätze von Beginn an und kam bis zum Saisonende, als sein Team mit 34 Punkten aus ebenso vielen Spielen lediglich den drittletzten Platz in der Tabelle belegte, auf eine Bilanz von sechs Treffern und einem Assist. Dabei war er hinter dem schottischen Nationalspieler Kris Boyd (7 Tore) zweitbester Torschütze des Teams. Nachdem er seiner langjährigen Freundin Felicia Houtz bereits im Sommer 2011 einen Heiratsantrag gemacht hatte, heiratete er diese am 15. Dezember 2012. Im Spieljahr 2013 war Nagbe in allen 34 Meisterschaftsspielen von Beginn an am Rasen und war mit neun Treffern neben Will Johnson und Ryan Johnson mit ebenso vielen Treffern und damit einen Treffer hinter Diego Valeri einer der besten Torschützen der Mannschaft. Als Western-Conference-Champion erreichten die Portland Timbers mit 56 Punkten im Endklassement hinter Sporting Kansas City (57 Punkte) und den New York Red Bulls (58 Punkte) den dritten Platz, was einen Startplatz in der Gruppenphase der CONCACAF Champions League 2014/15 bedeutete. Auch im Lamar Hunt U.S. Open Cup 2013, dem US-amerikanischen Fußballpokal, waren die Timbers erfolgreich. So war Darlington Nagbe neben Andrew Jean-Baptiste nur einer von zwei Timbers-Spielern, die in allen vier Pflichtspielen, bis zum Ausscheiden im Semifinale gegen Real Salt Lake (1:2), eingesetzt wurden. Dabei kam der Liberianer, der im Jahre 2012 eine Green Card erhielt, ab dem Spieljahr 2013 für seinen ehemaligen Trainer bei den Akron Zips, Caleb Porter, der den Chefposten nach dem Abgang von John Spencer und dem Interimstrainer Gavin Wilkinson übernahm, zum Einsatz. Der fünfmalige Spieler der Woche wurde nach abgelaufener Saison für seine Leistungen von seinen Mitspielern zum Timbers Players’ Player of the Year gewählt und wurde zudem mit dem MLS Fair Player Award ausgezeichnet. Des Weiteren war er einer der Nominierten für die Teilnahme am MLS All-Star Game, wurde am Ende jedoch nicht in diesem eingesetzt.
In der Gruppenphase der CONCACAF Champions League 2014/15 wurde das Team in eine Gruppe mit CD Olimpia aus Honduras und Alpha United aus Guyana gelost. Dort erreichten die Timbers und Olimpia das gleiche Endergebnis (neun Punkte aus drei Siegen und einer Niederlage), wobei sich jedoch Olimpia beim Kopf-an-Kopf-Vergleich der erzielten Auswärtstore durchsetzen konnte und in die K.-o.-Runde einzog. Nagbe wurde dabei in beiden Champions-League-Spielen gegen den honduranischen Vertreter jeweils über wenige Minuten eingesetzt. In der zweiten Saison unter Porter musste der gebürtige Liberianer etwas von seiner Angriffsposition zurückrücken und wurde vorwiegend als Flankengeber am Flügel oder diversen anderen Mittelfeldpositionen eingesetzt, wobei er es bei 32 von 34 möglich gewesenen Ligaeinsätzen auf einen Treffer und sieben Torvorlagen brachte. Dabei erreichte er mit der Mannschaft mit dem elften Platz einen komfortablen Platz im Tabellenmittelfeld und kam auch im Lamar Hunt U.S. Open Cup 2014 bis ins Viertelfinale, in dem das Team dem Seattle Sounders FC mit 1:3 unterlag. Darlington Nagbe, der in der Liga zwei Mal zum Spieler der Woche gekürt wurde, konnte sich auch im Pokalwettbewerb einmal als Torschütze eintragen. Im Spieljahr 2015 fand er wieder zu seiner Offensivstärke und brachte es in der regulären Saison auf Einsätze in 33 von 34 Partien, wobei er fünf Tore erzielte und ebenso viele Assists beisteuerte. Bemerkenswert ist hierbei unter anderem das Saisonabschlussspiel gegen die Colorado Rapids, als Nagbe beim 4:1-Heimerfolg zwei Tore erzielte und ein weiteres für Jorge Villafaña vorbereitete. Mit der Mannschaft erreichte er im dichtgestaffelten Endklassement den fünften Tabellenrang, während man im Lamar Hunt U.S. Open Cup 2015 bereits im zweiten Spiel in der fünften Runde frühzeitig ausschied.

### Atlanta United
Am 13. Dezember 2017 gab Atlanta United die Verpflichtung Nagbes bekannt. Als Ablösesumme wurden 1,05 Millionen US-Dollar „allocation money“ vereinbart. Aufgrund von erfolgsabhängigen Prämien kann die Ablösesumme um weitere 600.000 $ ansteigen.

## Nationalmannschaftskarriere
Nachdem Nagbe bereits während seiner High-School-Zeit im U-15-Pool der US-amerikanischen Nachwuchsnationalmannschaften stand, wurde mit den fortlaufenden Erfolgen Nagbes die Rufe der eigenen Fans laut, man solle Nagbe schnellstmöglich die US-amerikanische Staatsangehörigkeit verleihen. Nachdem auch Mitspieler und Trainer auf eine baldige Verleihung drängten, erhielt Darlington Nagbe schließlich am 10. September 2015 die Staatsbürgerschaft der Vereinigten Staaten und wurde damit auch für Jürgen Klinsmann, Trainer der US-amerikanischen Fußballnationalmannschaft, der den Spieler schon lange beobachtete und ebenfalls auf eine schnelle Abwicklung zur Verleihung der Staatsangehörigkeit bedacht war, greifbar. Etwas mehr als einen Monat später vermeldete Timbers-Cheftrainer Caleb Porter, dass Nagbe in Kontakt mit Klinsmann stünde und ein erster Länderspieleinsatz nur mehr eine Frage der Zeit sei. Nachdem ihn Klinsmann kurz darauf in ein 33-Mann-Aufgebot für zwei Qualifikationsspiele zur WM 2018 geholt hatte, wurde Nagbe gleich beim ersten Qualispiel, einem 6:1-Kantersieg über St. Vincent und die Grenadinen am 13. November 2015, ab der 64. Spielminute für Fabian Johnson eingesetzt; gleichzeitig gab auch Matt Miazga als Ersatz für Geoff Cameron sein Debüt in der Mannschaft. Auch beim zweiten Qualifikationsspiel, einem 0:0-Remis gegen Trinidad und Tobago, wurde Nagbe in der zweiten Hälfte eingesetzt; diesmal ab der 68. Spielminute für Tim Ream. Sein erstes Tor für die USA erzielte Nagbe am 25. Mai 2016 bei seinem sechsten Länderspieleinsatz, einem 1:0-Freundschaftsspielsieg über Ecuador.

## Erfolge
Akron Zips
- Vizemeister der NCAA Division I Men’s Soccer Championship: 2009
- Meister der NCAA Division I Men’s Soccer Championship: 2010

Portland Timbers
- MLS-Cup-Sieger: 2015

Atlanta United
- MLS-Cup-Sieger: 2018
- U.S.-Open-Cup-Sieger: 2019
- Campeones Cup-Sieger: 2019

Columbus Crew
- MLS-Cup-Sieger: 2020, 2023
- Campeones Cup-Sieger: 2021
- Leagues Cup-Sieger: 2024

## Auszeichnungen
- Gewinner der Hermann Trophy: 2010
- MLS Goal of the Year: 2011
- MLS Fair Player Award: 2013